# Götz Alefeld
Götz Alefeld (Poppenlauer, Bad Kissingen (distrito), 9 de junho de 1941) é um matemático alemão.
Trabalha com análise numérica, especialista em aritmética dos intervalos.